# Numicia mordax
Numicia mordax är en insektsart som beskrevs av Ronald Gordon Fennah 1958. Numicia mordax ingår i släktet Numicia och familjen Tropiduchidae. Inga underarter finns listade i Catalogue of Life.